# کوئیوین او راهله
کوئی‌وین او راهله (ایرلندی: Caoimhín Ó Raghallaigh؛ زادهٔ ۲۸ اوت ۱۹۷۹) موسیقی‌دان و ویولن‌نواز اهل جمهوری ایرلند است.
او دانش‌آموختهٔ رشتهٔ فیزیک نظری در کالج ترینیتی دوبلین است.
از فیلم‌هایی که وی در آن‌ها نقش داشته است، می‌توان به بروکلین و بازگشت به مونتاوک اشاره نمود.